# Montreuil-sur-Blaise
Montreuil-sur-Blaise ist eine französische Gemeinde mit 132 Einwohnern (Stand: 1. Januar 2022) im Département Haute-Marne in der Region Grand Est (bis 2015 Champagne-Ardenne). Sie gehört zum Arrondissement Saint-Dizier und ist Mitglied im Gemeindeverband Communauté d’agglomération du Grand Saint-Dizier, Der et Vallées. Die Bewohner werden Ecureuils (deutsch Eichhörnchen) genannt.
Die Gemeinde erhielt 2024 die Auszeichnung „Zwei Blumen“, die vom Conseil national des villes et villages fleuris (CNVVF) im Rahmen des jährlichen Wettbewerbs der blumengeschmückten Städte und Dörfer verliehen wird.

## Geografie
Montreuil-sur-Blaise liegt in der dünn besiedelten südlichen Champagne, etwa 24 Kilometer südlich von Saint-Dizier im Tal des namengebenden Flusses Blaise. Umgeben wird Montreuil-sur-Blaise von den Nachbargemeinden Wassy im Norden und Westen, Brousseval im Norden und Nordosten sowie Vaux-sur-Blaise im Süden und Osten.

## Bevölkerungsentwicklung
| Jahr                       | 1962 | 1968 | 1975 | 1982 | 1990 | 1999 | 2006 | 2011 | 2018 |
| -------------------------- | ---- | ---- | ---- | ---- | ---- | ---- | ---- | ---- | ---- |
| Einwohner                  | 164  | 232  | 192  | 145  | 129  | 165  | 157  | 150  | 156  |
| Quellen: Cassini und INSEE |      |      |      |      |      |      |      |      |      |

## Sehenswürdigkeiten
- Kirche Sainte-Marguerite